# Blackstone (Virginia)
Blackstone es una localidad del Condado de Nottoway, Virginia, Estados Unidos. Según el censo de 2000 tenía una población de 3.675 habitantes y una densidad de población de 313.2 hab/km².

## Demografía
Según el censo de 2000, había 3.675 personas, 1.430 hogares y 886 familias residiendo en la localidad. La densidad de población era de 313,2 hab./km². Había 1.581 viviendas con una densidad media de 134,8 viviendas/km². El 50,23% de los habitantes eran blancos, el 46,39% afroamericanos, el 0,03% amerindios, el 0,71% asiáticos, el 1,88% de otras razas y el 0,76% pertenecía a dos o más razas. El 2,39% de la población eran hispanos o latinos de cualquier raza.
Según el censo, de los 1.430 hogares en el 29,0% había menores de 18 años, el 38,7% pertenecía a parejas casadas, el 18,3% tenía a una mujer como cabeza de familia, y el 38,0% no eran familias. El 33,6% de los hogares estaba compuesto por un único individuo, y el 17,6% pertenecía a alguien mayor de 65 años viviendo solo. El tamaño promedio de los hogares era de 2,41 personas y el de las familias de 3,06.
La población estaba distribuida en un 24,3% de habitantes menores de 18 años, un 7,4% entre 18 y 24 años, un 25,4% de 25 a 44, un 21,6% de 45 a 64, y un 21,3% de 65 años o mayores. La media de edad era 40 años. Por cada 100 mujeres había 81,5 hombres. Por cada 100 mujeres de 18 años o más, había 76,5 hombres.
Los ingresos medios por hogar en la localidad eran de 27.566 dólares ($), y los ingresos medios por familia eran 41.520 $. Los hombres tenían unos ingresos medios de 26.419 $ frente a los 17.905 $ para las mujeres. La renta per cápita para la ciudad era de 15.562 $. El 26,5% de la población y el 20,2% de las familias estaban por debajo del umbral de pobreza. El 35,5% de los menores de 18 años y el 31,7% de los habitantes de 65 años o más vivían por debajo del umbral de pobreza.

## Geografía
Según la Oficina del Censo de los Estados Unidos, Blackstone tiene un área total de 11,8 km² de los cuales 11,7 km² corresponden a tierra firme y 0,1 km² a agua. El porcentaje total de superficie con agua es 0,44%.